# マーベル・ゾンビーズシリーズ
『マーベル・ゾンビーズ』（Marvel Zombies）は、マーベル・コミックより発行されるコミックシリーズである。このシリーズではマーベル・ユニバースのスーパーヒーローたちが主役も敵もゾンビとして描かれているのが特徴となっている。

## 出版
本シリーズは、『アルティメット・ファンタスティック・フォー』のエピソードである、マーク・ミラーとグレッグ・ランド作の「Crossover」（2005年）、および「Frightful」（2006年）が初出である。ストーリー展開は、ロバート・カークマンとショーン・フィリップスによるMarvel Zombiesの続きで、両名によって前日譚のMarvel Zombies: Dead Daysと続編のMarvel Zombies 2も作られた。
アーミー・オブ・ダークネス（映画『キャプテン・スーパーマーケット』のコミック版）とのクロスオーバー作品、Marvel Zombies vs. The Army of Darknessは、原作をジョン・レイマン、作画をファビアーノ・ネベス、フェルナンド・ブランコ、ショーンフィリップスが担当した。
Marvel Zombies 3になると、フレッド・ヴァン・レントとケヴ・ウォーカーがカークマンとフィリップスの後任作家となった。4冊のミニ・シリーズが2009年4月に始まり、Marvel Zombies 4でも引き続きこの製作チームで作ることとなった。

## メインシリーズ

### アルティメット・ファンタスティック・フォー
「Crossover」(#21-23)では、リード・リチャーズが別世界の歳をとった自分と接触する。異次元に渡った後、リードは、自身がだまされていて、世界中がアルティメット・マーベル・ユニバースを食物源として利用しようとする殺人ゾンビで溢れていることを理解する。リードは、ゾンビーズ・ユニバースから脱出し、ゾンビたちがアルティメット・ユニバースに入るのを防ごうとする。
「Frightful」(#30-32)では、ゾンビ・ファンタスティック・フォーは次元の入り口を通ってアルティメット・ユニバースに移動する。ゾンビたちが入り口から強制的に戻された後、ドクター・ドゥームは、それに続き、入り口を破壊してゾンビーズ・ユニバースの自分を捕らえた。

### マーベル・ゾンビーズ
ゾンビスーパーヒーローが人類を食べて死滅させた後に、ギャラクタスは地球を食べるつもりでいた。しかし、カーネル・アメリカ、ジャイアントマン、ハルク、アイアンマン、ルーク・ケイジ、およびスパイダーマンによってシルバーサーファーとギャラクタスは喰い殺されてしまった。こうしてギャラクタスのパワーコズミックを得た「ゾンビ・ギャラクティ」は、より多くの食糧源を捜し求めるために宇宙へと旅を始めた。

### マーベル・ゾンビーズ デッド・デイズ
シリーズの前日譚。ゾンビ感染が世界中に広まり、スーパーヒーローが人類を救う計画を模索する。

### マーベル・ゾンビーズ VS. アーミー・オブ・ダークネス
「Dead Days」のすこし前から同時期にかけての物語である。アッシュ・ウィリアムズは、マーベル・ゾンビーズ・ユニバースに転送されてしまった。この世界からの脱出方法を捜し求める間、アッシュはゾンビと戦わなければならなくなった。

### マーベル・ゾンビーズ2
40年にわたって宇宙中の全ての生命をむさぼり食った後、ゾンビ・ギャラクティは、食物を得るため他の次元に移動する方法を探そうと地球に戻る。地球上で彼らは、ゾンビの猛攻撃から生き残った人間の居留地である新ワカンダを始める。

### マーベル・ゾンビーズ3
ゾンビがマーベル・ユニバースに侵入した後、マシンマンとジョカスタは、感染していない人間からの血液サンプルを取るためにマーベル・ゾンビーズ・ユニバースへ向かう。一方、ゾンビモービウスは、彼らには知られずに、マーベル・ユニバースを感染させるのに血液を使用するのを計画する。

### マーベル・ゾンビーズ4
A.R.M.O.R.の司令の下、ミッドナイト・サンズは別世界に逃げたゾンビを追跡する。
一方、ドーマムゥはフッドに彼自身の終わりのためにウイルスを捕らえることを命令した。

## 他のコミック

### エグザイルス
ウルヴァリンのゾンビバージョン（マーベル・ゾンビーズのものと同じもの）はウルヴァリンの別のバージョンのチームの一員としてExiles#85-#86で現れる。

### アルティメット・シビルウォー スパイダーハム
スパイダーハムは、多元宇宙の果てを旅し、マーベル・ゾンビーズ・ユニバースでゾンビになる。

### ブラックパンサー
ソロモン王のフローグスは惑星スクラルでファンタスティック・フォー（ブラックパンサー、ストーム、ヒューマントーチ、ザ・シング）を、彼らがゾンビに遭遇するマーベル・ゾンビーズ・ユニバースへ瞬間移動させた。

### マーベル・エイプス
直接マーベル・ゾンビーズに関連しなかったが、マーベル・エイプスは最初、ジョー・ケサダとのコンベンションのQ&Aセッションでマーベル・ゾンビーズの後継としてファンによって提案された。

#### マーベル・エイプス スピードボール・スペシャル
創刊号の終わりで、未確認のゾンビの一瞥が見られ、彼は異なった世界にゆがむ主役からひとかじりが欲しいと述べている。

#### マーベル・エイプス アメイジング・スパイダーモンキー
その号のラストで、ジャイアントマン、ワスプ、アイアンマン、ウルヴァリン、および他の最近現れているゾンビからレッドゴーストとエイプ・スピードボールがエイプス・ユニバースへ逃げている。

## カバー
ほとんどの「マーベル・ゾンビーズ」号と大型ペーパーバックがキャラクターがアーサ・スイダムによるゾンビバージョンに取り替えられ、旧来のようなマーベル・コミックスカバーを辞めている。グレッグ・ランドによるマーベル・ゾンビーズ3のカバーはゾンビ化したマーベル・コミックのキャラクターによる古典的なゾンビフィルムのポスターの再製作であることを特徴とする。

## 単行本
- Marvel Zombies ISBN 0-7851-2277-X
- Marvel Zombies: Dead Days ISBN 0-7851-3232-5
  - ソフトカバー ISBN 0-7851-3563-4
- Marvel Zombies vs. The Army of Darkness ISBN 0-7851-2743-7
- Marvel Zombies 2 ISBN 0-7851-2545-0
  - ソフトカバー ISBN 0-7851-2546-9
- Marvel Zombies 3 ISBN 0-7851-3635-5
- Marvel Zombies: The Covers ISBN 0785129081

### 日本語版
- マーベルゾンビーズ ISBN 978-4-86332-363-6　（2012年2月発売、ヴィレッジブックス）
- マーベルゾンビーズ2 ISBN 978-4864910323　（2012年12月発売、ヴィレッジブックス）
- マーベルゾンビーズ:デッド・デイズ ISBN 978-4864911597　（2014年7月発売、ヴィレッジブックス）

## 関連商品
この作品のキャラクターを基にした商品も発売されている。ダイヤモンド・セレクト社はマーベル・ゾンビーズのミニメイツ、アクション・フィギュア、および多くのミニ胸像 を生産した。